# Toribio Fernández Morales

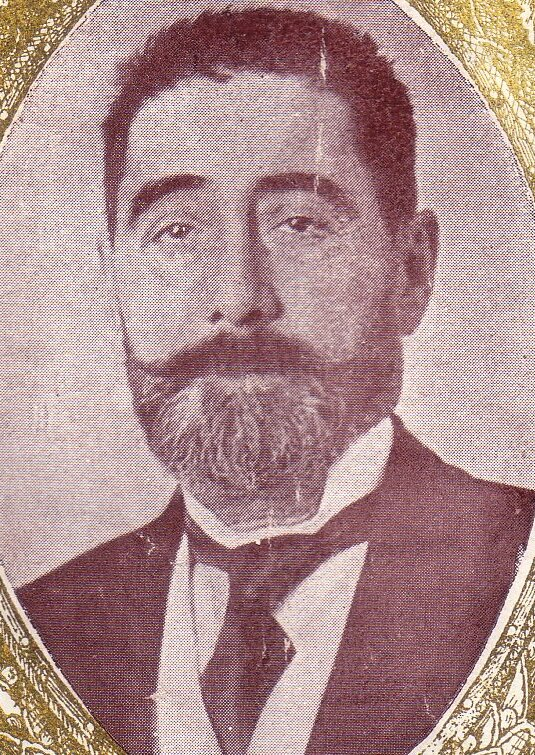
Toribio Fernández Morales.

Toribio Fernández Morales (Madrid, abril de 1853 - Madrid, enero de 1921) fue un médico y político español. Ejerció como médico en Castellón y Estremera, acabando su periplo en la capital española donde desarrolló su labor tanto médica como política. Recibió la gran cruz de la Orden Civil de la Beneficencia, y más tarde otros honores como la cruz de la Orden de Carlos III y la cruz de la Orden de Alfonso XII.

## Biografía
Nacido en la calle del Olmo, número 6, en el viejo Madrid, en 1864 inició la carrera eclesiástica, llegando a ordenarse de primera tonsura, pero que no concluyó pues, una vez destronada Isabel II, el Gobierno provisional vetó la concesión de órdenes sacerdotales.
A partir de 1870 estudia el bachillerato y estudios de Medicina como alumno interno de la Facultad de Madrid, doctorándose en Medicina y Cirugía en 1883. Ganó plaza de médico agregado del Cuerpo facultativo de la Beneficencia general, con destino al Hospital de la Princesa.
El año conocido como del cólera (1885), dimitió de su cargo de Director de los baños de Montanejos (Castellón) para ir a Estremera a combatir dicha enfermedad. Fue en este destino, por los servicios prestados y por los méritos contraídos durante la epidemia, donde le fue concedida la Gran Cruz de la Beneficencia.
En 1887 prestó en su Madrid natal servicios militares y en 1888 fue nombrado Médico del Cuerpo de Seguridad y Vigilancia. En dicho año contrajo matrimonio, teniendo ocho hijos. Enviudó doce años después al perder a su esposa en un accidente ferroviario en la estación de El Escorial.
En 1890 fue elegido por primera vez diputado provincial por los distritos Hospital-Congreso, presentándose con perfil republicano progresista. En 1893 se le concedió el nombramiento de Jefe superior de Administración civil y en 1896, Médico de la Beneficencia general, con destino al Hospital del Carmen, cargo que desempeñó hasta su muerte.
En 1898 fue nuevamente elegido diputado provincial, siendo reelegido en las convocatorias sucesivas por el Partido Reformista.
En el año 1918 fue nombrado médico vacunador del laboratorio municipal, único destino por el que recibió remuneración, pues todos los demás los desempeñó gratuitamente. Murió en 1921 y tuvo un entierro populoso en el antiguo distrito madrileño de Hospital-Congreso.